# اولاوس رودبک
اولاوس رودبک (انگلیسی: Olaus Rudbeck)؛ (همچنین به عنوان اولوف رودبک بزرگ و گاهی با نام خانوادگی لاتینی به نام اولاوس رودبکیوس شناخته می‌شود، تا از پسرش متمایز شود) (۱۳ سپتامبر ۱۶۳۰ – ۱۲ دسامبر ۱۷۰۲ (۷۲ سال)) دانشمند و نویسنده اهل سوئد، استاد پزشکی در دانشگاه اوپسالا، و برای چندین دوره رئیس همان دانشگاه بود. 
او در وستروس به‌دنیا آمد و پدرش اسقف یوهانس رودبکیوس بود که کشیش شخصی پادشاه گوستاووس آدولفوس بود. پسر او گیاه‌شناس اولوف رودبک کوچک نیز در همان‌جا به‌دنیا آمد.
رودبک عمدتاً به خاطر مشارکت‌هایش در دو زمینه شناخته می‌شود: آناتومی انسان و زبان‌شناسی، اما او در بسیاری از زمینه‌های دیگر از جمله موسیقی و گیاه‌شناسی نیز موفق بود. او اولین باغ گیاه‌شناسی را در سوئد در اوپسالا تأسیس کرد که باغ رودبک نام داشت، اما صد سال بعد نام آن به نام شاگرد پسرش، گیاه‌شناس کارل لینه، تغییر یافت.